# Ибн Сайяд
Ибн Сайяд (араб. ابن الصيّاد‎) — участник пророческого движения в Аравии VII века.

## Биография
Существует несколько вариантов его имени. Одни источники называют его Сафи (или Саф) ибн (ас-)Сайяд (صافي (صاف) بن الصياد‎), другие — Абдуллах ибн Сайяд (عبد الله بن صياد‎) или Абдуллах ибн Саид (عبد الله بن صائد‎).
Ибн Сайяд происходил из ансаров, жил в Медине. Исповедовал иудаизм, но в конце концов принял ислам. Встречался с исламским пророком Мухаммадом, который даже наблюдал над тем, как он впадает в трансы. Получая откровения, Ибн Сайяд часто впадал в транс среди пальм своей плантации, завернувшись в плащ. В исламском предании со слов Ибн Умара передаётся история одной из встреч Мухаммеда и Ибн Сайяда. 
Исламские богословы обсуждали вопрос о том, был ли Ибн Сайяд Даджжалем (лжемессия).